# Minota alpina
Minota alpina es una especie de insecto coleóptero de la familia Chrysomelidae. Fue descrita científicamente en 1987 por Biondi.